# 9M337 Sosna-R
9M337 Sosna-R (v kódu NATO SA-X-25) je ruská radarem a laserem naváděná nadzvuková dvoustupňová střela země-vzduch. Používá se v raketovém systému protivzdušné obrany krátkého dosahu Sosna-R, který je určen k ochraně vojenských jednotek před vzdušnými útoky.

## Vývoj a popis

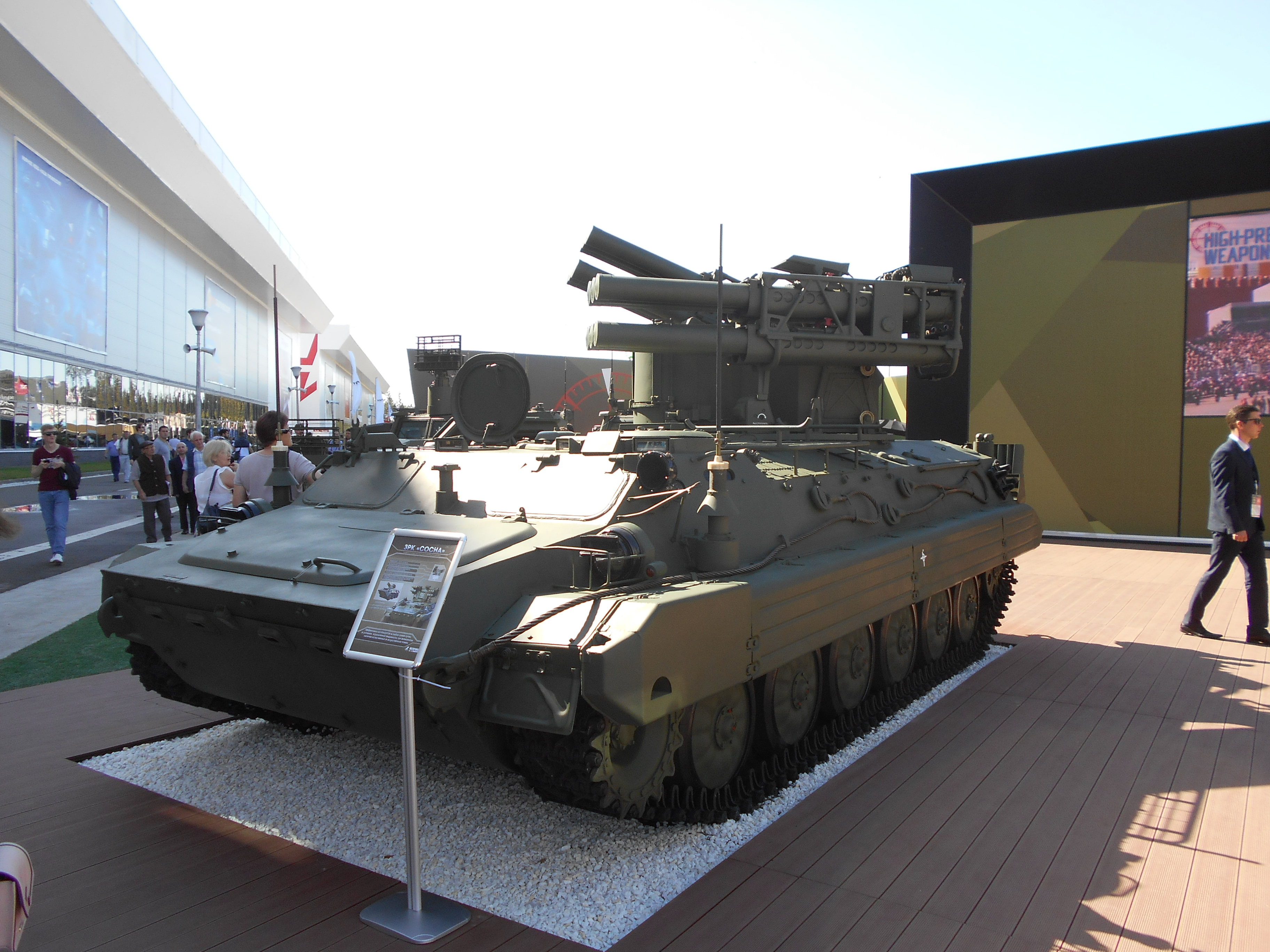
Pohled na systém Sosna-R, který je založen na pásovém vozidlu MT-LB

Střelu vyvinula ho společnost KB Tochmaš jako nástupce 9K35 Strela-10 a je levnější alternativou k raketovému systému Tor a Pancir-S1. Sériová verze vychází z bojového vozidla pěchoty BMP-3. Sosna-R může vést palbu i za pohybu.
Díky vysoké míře automatizace í se systém sám stará o vyhledávání a sledování cílů. Zbraní systému Sosna-R jsou střely 9M340 naváděné laserem. Celkem systém obsahuje 12 střel umístěných na věži, které se dokáže otočit o 360 °. Jde o dvoustupňové rakety s hlavicí vybuchující v blízkosti cíle. Bojové hlavice jsou zde dvě, jedna vhodnější pro průbojný přímý náraz v blízké vzdálenosti a jedna tříštivá (fragmentační). Odpalování je kontrolováno optickým digitálním systémem řízení palby Sosna AD. Systém umožňuje současně sledovat až 50 cílů a dokáže střílet i za pohybu.

## Varianty

### Palma
Protiletadlový dělostřelecký systém Palma má integrovanou výzbroj, která zahrnuje 8 střel země-vzduch Sosna-R s naváděním laserovým paprskem a dva rychlopalné kanóny AO-18KDE. Palma určena k obraně jak hladinových válečných lodí a námořních základen, tak pobřežní infrastruktury a letišť a také dalších důležitých objektů.

## Uživatelé
- Rusko
- Vietnam - fregaty varianty 11661E Gepard 3.9
- Egypt - v budoucnu možná zakoupí systémy Palma[1]